# Amortentia
Amortentia is een toverdrank uit de Harry Potter-boeken- en filmreeks. Hij komt voor het eerst voor in deel 6. Het eerste deel van de naam verwijst naar het Latijnse woord voor liefde: amor. De ingrediënten van de drank zijn onbekend.

## Effect
Volgens Hildebrand Slakhoorn, professor in het vak Toverdranken, is de drank een van de sterkste toverdranken ter wereld. De drank is te herkennen aan de parelmoerachtige glans die hij afgeeft en aan de damp die in spiralen opstijgt. De drank ruikt voor iedereen anders, afhankelijk van wat de persoon aantrekkelijk vindt.

## Amortentia in de boeken
De eerste maal dat de drank bij naam genoemd wordt is in de les van professor Slakhoorn. Hierin vraagt Slakhoorn zijn klas of ze weten wat voor soort drank het is. Hermelien Griffel weet als eerste het antwoord en geeft aan dat de drank voor haar ruikt naar versgemaaid gras, perkament en Rowling bevestigde later dat ze ook het haar van Ron Wemel had geroken.
Harry rook strooptaart, een bezem, en 'iets bloemigs dat hij ooit in Het Nest had geroken' dat achteraf Ginny Wemels haar bleek te zijn.
Later in het boek krijgt Harry met kerst een doos chocoketels (bonbons) van Regina Valster. Harry is door Hermelien gewaarschuwd dat de meisjes uit hun klas Harry willen proberen te verleiden door hem een liefdesdrank te voeren dus hij gooit de bonbons onder zijn bed en eet er niet van. Op 1 maart, Rons verjaardag, eet Ron er echter wel per ongeluk van, omdat hij denkt dat het een verjaardagscadeautje voor hem is dat van zijn bed op de grond is gevallen. Hierdoor wordt hij acuut smoorverliefd op Regina Valster, terwijl hij verkering heeft met Belinda Broom. Harry kan voorkomen dat Ron in de fout gaat door hem snel mee te nemen naar Slakhoorn voor een tegengif.